# Tai Felton
Tai'shar Felton (Ashburn, 15 marzo 2003) è un giocatore di football americano statunitense che milita nel ruolo di wide receiver per i Minnesota Vikings della National Football League (NFL).

## Carriera universitaria
Nella prima stagione a Maryland nel 2021, Felton disputò 8 partite, con 5 ricezioni per 51 yard. Nel 2022 disputò tutte le 13 partite, di cui 6 come titolare, con 23 ricezioni per 309 yard e 2 touchdown.
Nel 2023 Felton disputò tutte le 13 partite come titolare, con 723 yard rievute e 6 touchdown, venendo inserito nella seconda formazione ideale della Big Ten Conference. Nel 2024 fu inserito nella formazione ideale della Big e nella terza formazione All-American dopo 96 ricezioni per un record scolastico di 1.124 yard e 9 touchdown

## Carriera professionistica

### Minnesota Vikings
Felton fu scelto nel corso del terzo giro (102º assoluto) del Draft NFL 2025 dai Minnesota Vikings.